# Benthenchelys
Benthenchelys is een geslacht van straalvinnige vissen uit de familie van slangalen (Ophichthidae).

## Soorten
- Benthenchelys cartieri Fowler, 1934
- Benthenchelys indicus Castle, 1972
- Benthenchelys pacificus Castle, 1972